# 西島まどか
西島 まどか（にしじま まどか、1985年8月16日 - ）は、日本の元フリーアナウンサー、タレント。夫はTBSテレビアナウンサーの安住紳一郎。

## 人物・経歴
子供の頃はキッズモデルをしており、地元・札幌の百貨店のチラシやパンフレットに登場していた他、映画『ガメラ2 レギオン襲来』にエキストラとして出演している。父は本郷通商店街でラーメン店を経営していた（現在は閉店）。
2007年に「宝くじ幸運の女神」の1人に選ばれたことで芸能界に入った。その後、競馬関係の仕事が大半を占める時期があった。趣味は読書、食べること。中でも食事に関しては「食べ歩きで47都道府県制覇」を目標に掲げており、2015年11月の時点で和歌山県を残すのみとなっている。BS-TBS『夕焼け酒場』に長く出演していることから、「居酒屋の女神」の異名を持つ。
また、電子マネーとしても使えるFeliCaベース交通系ICカードの収集癖がある。全国各地で仕事をするたびにコレクションを増やしており、収集記録は本人がブログに載せている。2010年、『競馬beat』出演により福岡県内で発行されている3種（SUGOCA、nimoca及びはやかけん）を手に入れた。
特技は暗記、初めての場所でも道に迷わないこと。好きな食べ物は鮮魚、ラーメン、白米。
フリーアナウンサーとして2013年7月から生島企画室（現在のFIRST AGENT）に所属していたが、2021年12月末をもってすべての芸能活動から離れること（引退）を表明した。
2024年1月4日の『THE TIME,』（TBSテレビ）で、安住紳一郎が西島との結婚を公表した。

## 過去の主な出演番組他
- BSフジ競馬中継（BSフジ独自版、2009年5月 - 2012年12月の番組終了） - メインMCを担当
- みんなのケイバ「馬の国から」（フジテレビ）
- JRAターフトピックス美浦担当（グリーンチャンネル・競馬場内ターフビジョン他）

2009年から2年間限定と当初から決まっていたため、2010年12月26日（有馬記念、ファイナルステークス）をもって任期満了となった。この間は競馬法の規定上「JRA関係者」として扱われていたため、馬券・予想に絡む一切の行為が禁じられ、テレビの競馬中継に出演する際も一部コーナーへの参加に制限があった。
- 競馬BEAT 小倉開催分（テレビ西日本、2010年 - 2013年[9]）
- しゃべくり007（日本テレビ、2009年1月26日） - チュートリアルの徳井義実が一番気になる人という事でゲスト出演。
- アインシュタインの眼（BShi→BSプレミアム、 - 2012年3月）
- 関東地方あしたのお天気（TBS）
- Do!カルチャー（日テレG+）
- ヒットリサーチ（BS-TBS、2013年10月・2014年3月）
- SIREN:New Translation（SCEI、2008年7月24日） - 公式ホームページに公開された動画「エピソード0」（2008年7月11日 - 8月末まで公開、現在は閲覧不能）に、TVクルーのアナウンサー「豊島みちこ」役で出演。
- はやドキ!（TBS、ナレーター、金曜日担当、2015年10月 - 2016年3月）
- 劇場版 ウルトラマンX きたぞ!われらのウルトラマン（松竹メディア事業部、2016年3月12日） - 「カルロス黒崎のワールド・ミステリーQ」司会 役
- ウルトラマンオーブ 第1話、第2話、第24話（テレビ東京、2016年7月9日・16日・12月17日） - ニュースキャスター / 証明写真機の音声（第1話のみ） 役
- ウルトラマンZ 第2話、第3話（テレビ東京、2020年6月27日・7月4日） - リポーター 役
- スポーツ酒場 語り亭（NHK BS1、2013年4月 - 2021年12月）
- 〜癒・笑・涙・夢〜夕焼け酒場（BS-TBS、2014年4月12日 - 2021年12月25日）
- ライダーズ（ラジオNIKKEI第2、2014年3月 - 2021年12月）
- 週刊パトレイバー（スターチャンネル、2014年3月15日 - 2021年12月）
- ビジネスリポートNEO（テレビ東京、2016年 - 2021年12月） - ナビゲーター
- 浦和競馬中継（テレビ埼玉）

## CM
- メットライフ生命（2016年7月 - 2021年12月）
- 興和新薬「バンテリン コーワ サポーター」いろんな部位篇（2020年9月 - 2021年12月）
- 興和新薬「バンテリン コーワ α」グイグイ長尺篇（2021年7月 - 2021年12月）